# Meilenstein (Luisenplatz, Berlin-Charlottenburg)

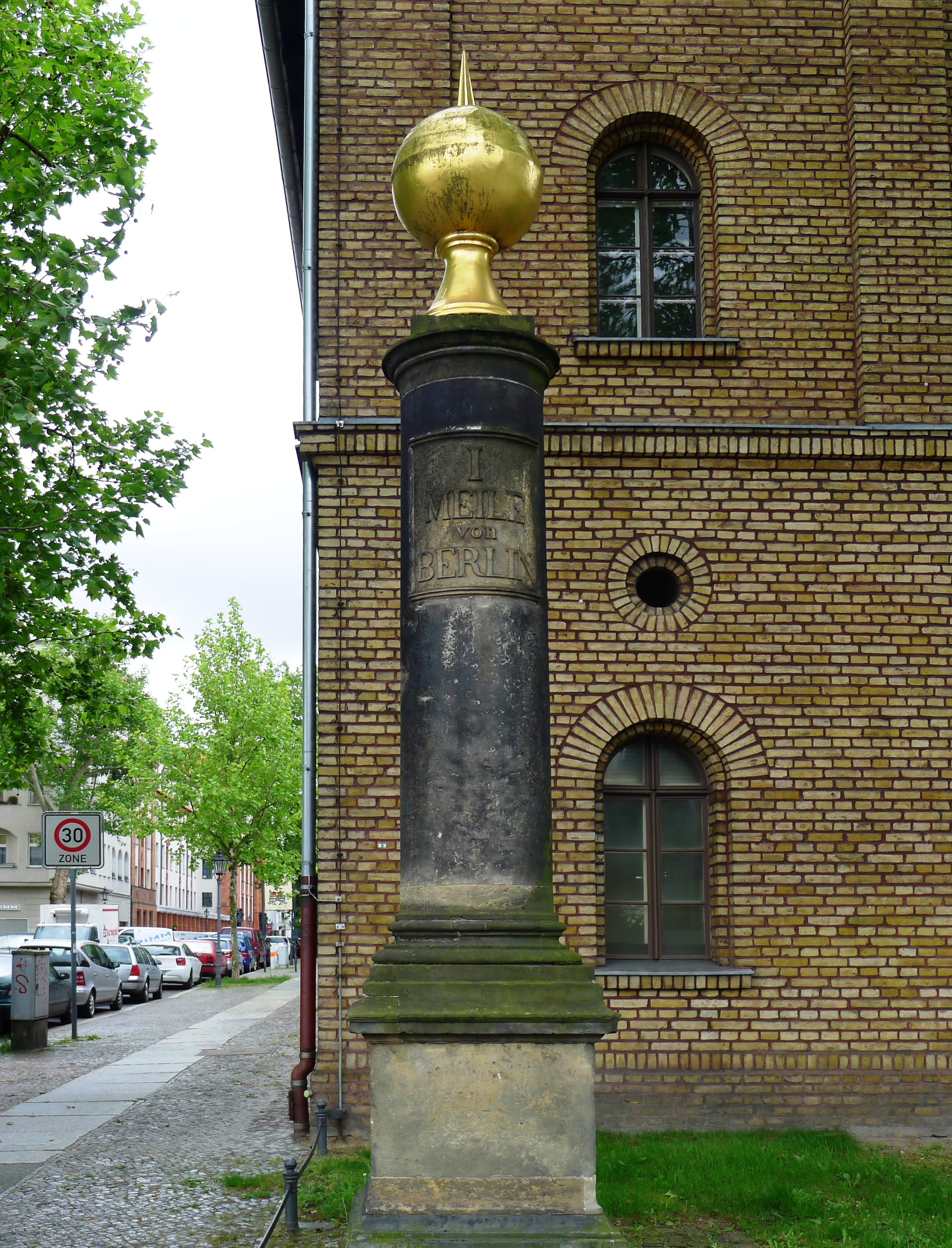
Der Meilenstein, Mai 2014

Der Meilenstein am Luisenplatz unweit vom Berliner Schloss Charlottenburg ist ein dekoratives Exemplar einer Kugel-Meilensäule nach römischem Vorbild. Er besteht aus einer Säule auf einem Sockel (beides aus Sandstein), die von einer vergoldeten Kugel mit einer Spitze gekrönt wird. Die Säule trägt eine gusseiserne Tafel mit der Aufschrift „I [eine] Meile von Berlin“ und weist damit auf die Entfernung zum Dönhoffplatz hin, auf dem sich der Referenzpunkt der Meilenmessung und der Ausgangs-Meilenstein befand (heute eine Replik). Der Meilenstein ist als Baudenkmal unter der Nummer 09096438 in der Denkmalliste von Berlin verzeichnet.

## Lage
Der heutige Standort befindet sich an der Straßenkreuzung Spandauer Damm / Ecke Nithackstraße auf dem Grundstück des ehemaligen Marstallgebäudes (Spandauer Damm Nr. 7). Ursprünglich war der Meilenstein auf dem Fahrdamm gegenüber auf dem Luisenplatz aufgestellt.

## Geschichte

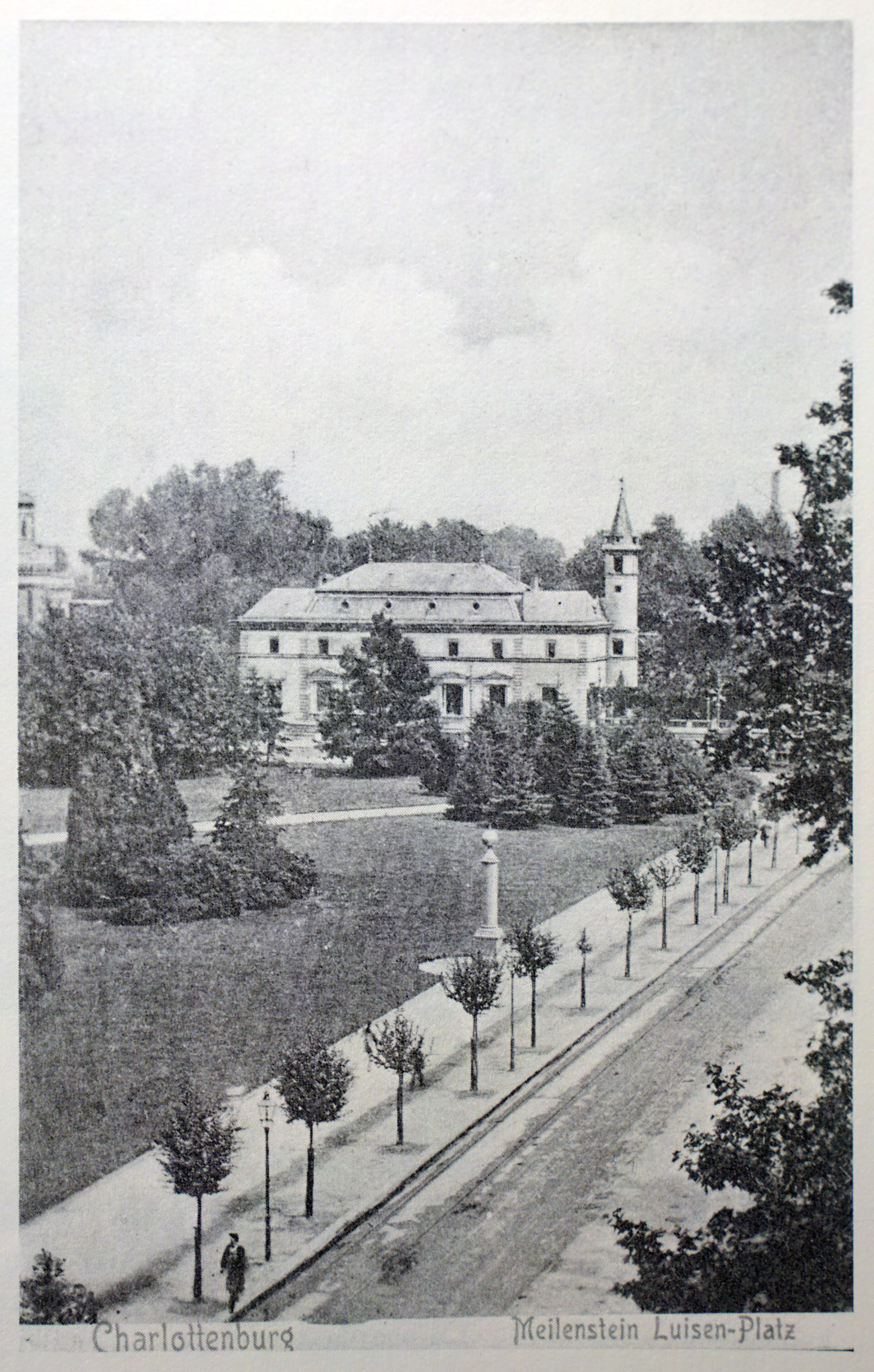
Eine Postkarte zeigt den Luisenplatz mit dem Meilenstein am ursprünglichen Standort, um 1900

### Die Erstaufstellung
Es ist unklar, in welchem Jahr zum ersten Mal ein Meilenstein an dieser Stelle aufgestellt worden ist. Oft wird die Erstaufstellung mit der Errichtung der Chaussee zwischen Brandenburger Tor und dem Schloss Charlottenburg im Jahr 1798 in Verbindung gebracht. Meilensteinforscher Herbert Liman widerspricht dieser Annahme und verweist auf einen Vermessungsbericht zur Verkehrsverbindung Berlin – Magdeburg von Oktober 1800, der an der betreffenden Stelle keinen Meilenstein erwähnt. Zumindest die heute erhaltene Fassung mit der Kugelkrone weist stilistisch eher auf den Klassizismus, während der Obeliskentypus, der bis ins erste Drittel des 19. Jahrhunderts Regelform für preußische Meilensteine war, noch deutlich vom Rokoko beeinflusst ist. Die Denkmalliste datiert die Ausführung auf 1842 und schreibt den Entwurf Friedrich August Stüler zu, der in diesem Jahr Architekt des Königs Friedrich Wilhelms IV. wurde. Im selben Jahr führt der König bei seiner Preußischen Armee einen neuen Helmtypus ein, der wie die Meilenstein-Kugel ebenfalls eine Metallspitze trägt, die sogenannte Pickelhaube.

### Die Versetzungen
Der Meilenstein vom Luisenplatz ist mehrfach versetzt worden. Verbrieft ist eine Versetzung im Rahmen der Kilometrierung der Chaussee. Zum Jahreswechsel 1868/1869 wurde auf dem Gebiet des Norddeutschen Bundes das metrische System eingeführt (siehe dazu auch: Norddeutsche Maß- und Gewichtsordnung). In der Konsequenz wandelte die Chausseeverwaltung Meilensteine in Kilometersteine um. Der Kugel-Meilenstein vom Luisenplatz wurde in diesem Zuge abgebaut und als 10-km-Stein in der Nähe des alten Ruhlebener Schlosses neu aufgestellt. Dabei wurde auch die Meilenangabe auf der Säule entfernt.

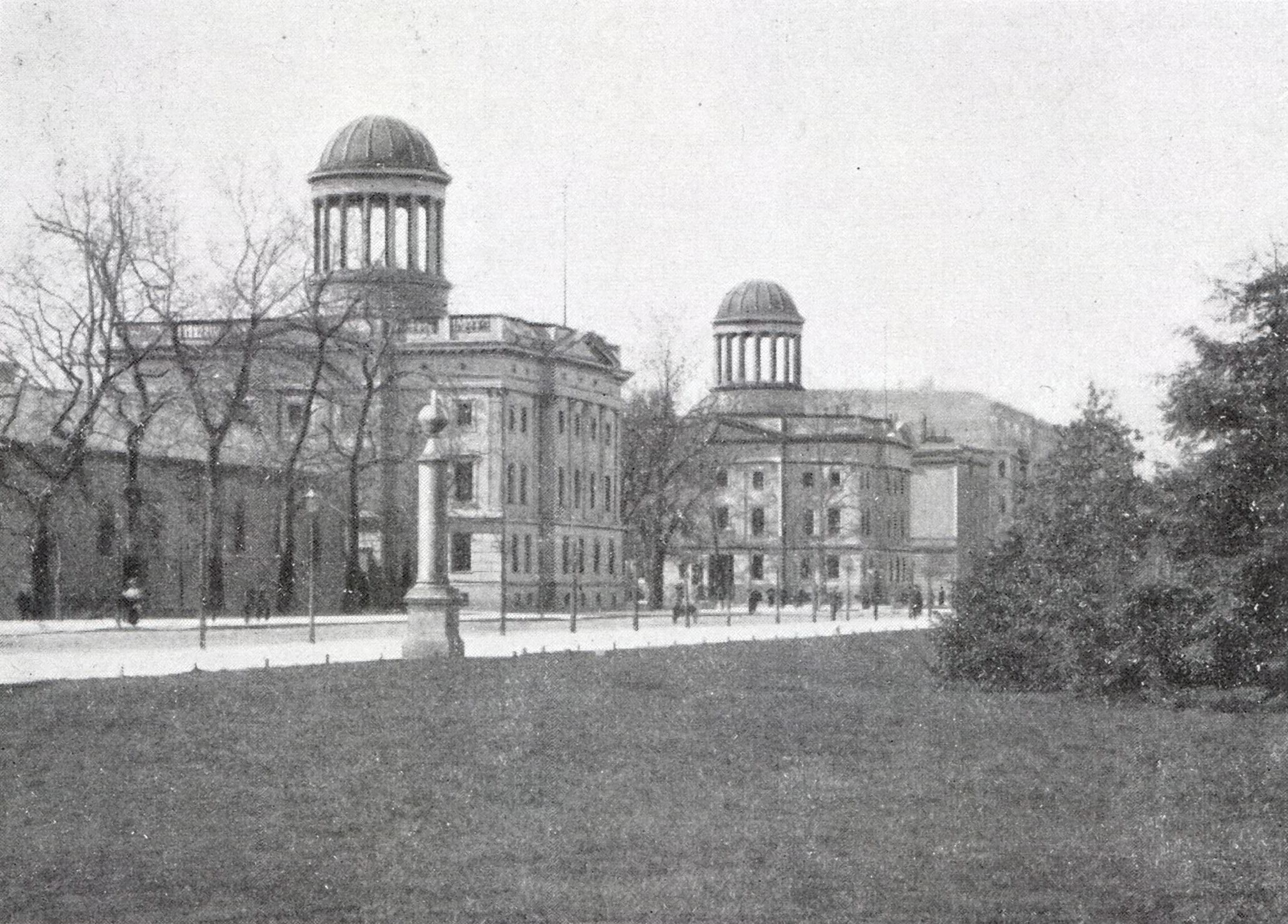
Der Meilenstein um 1903 noch am ursprünglichen Standort am Rand des Luisenplatzes. Im Hintergrund die Stüler-Bauten.

Bald darauf vermisste Kaiser Wilhelm I. die markante Säule und verfügte schließlich in der Kabinettsorder vom 13. Juli 1875: „Es ist zu meiner Kenntnis gekommen, dass der sog. Meilenstein auf dem Luisenplatz vor dem Charlottenburger Schloss zu Charlottenburg von der Chausseeverwaltung mit Rücksicht auf die anderweitige Abmarkung der örtlichen Entfernungen nach Kilometer entfernt worden ist. Jener Stein hat schon bisher nicht genau das Wegemaß von 1 Meile bezeichnet, vielmehr war meines Wissens zu diesem Behufe ein kleinerer Stein in der Nähe angebracht; dagegen knüpfen sich an den erstgenannten Stein verschiedene Erinnerungen. Ich bestimme daher, dass der selbe Stein an der selben Stelle wieder aufgerichtet werden soll; der Chausseeverwaltung bleibt überlassen, an dem für das Wegemaß entscheidenden Orte als Merkmal einen besonders herkömmlichen, ohnehin kleineren Stein zu setzen.“
Die Kugelsäule kehrte daraufhin zum Luisenplatz zurück und erhielt wohl bei dieser Gelegenheit die Tafel mit der Aufschrift „Eine Meile von Berlin“. Seit dieser Zeit ist der Meilenstein durch einige Abbildungen, Zeichnungen und Stadtpläne an der Position am Rand des Luisenplatzes in der Sichtachse Nithackstraße – Neuer Schlossflügel dokumentiert.
Um das Jahr 1905 wurde sie ein weiteres Mal versetzt und zwar an den heutigen Standort. Auslöser war wohl die Errichtung des Denkmals für Kaiser Friedrich III. (Kriegsruine im Jahr 1950 abgetragen) oder eine zeitgleiche Straßenverbreiterung.

## Aktueller Zustand
Der aktuelle Aufstellungsort ist aus denkmalpflegerischer Perspektive nachteilig. Zum einen befindet sich die Säule im Kernschatten des Marstallgebäudes und der angrenzenden Straßenbäume. Nicht abtrocknende Feuchtigkeit und fehlendes UV-Licht befördern Algenwuchs, der ursächlich für die Schwarzfärbung des Denkmals ist. Zum anderen entspricht der schattige, schlecht einsehbare Standort nicht dem eigentlichen Gedanken des Entwurfs. Da das Kaiser-Friedrich-Denkmal, das einst mitursächlich für die Versetzung war, auf dem Luisenplatz nicht mehr existiert, ist eine erneute Verlegung im Rahmen einer Sanierung denkbar.